# Lakshmi Sahgal
Lakshmi Sahgal (ou Sehgal), née Lakshmi Swaninathan (Malayalam: ലക്ഷമി സൈഗാള്‍; Tamil: லக்ஷ்மி சேகள்) le 24 octobre 1914 à Madras, et morte le 23 juillet 2012, est une militante du mouvement indépendantiste indien. Durant la Seconde Guerre mondiale, elle fut officier au sein de l'Armée nationale indienne et ministre du Gouvernement provisoire de l'Inde libre.
Doctoresse de profession, elle devient commandant du régiment « Rani of Jhansi », puis ministre des Affaires féminines. Elle est plus tard candidate à l'élection présidentielle.
En Inde, elle est souvent appelée « Capitaine Lakshmi ».

## Biographie

### Famille, enfance, études et premiers engagements
Lakshmi Swaminathan est la fille du docteur S. Swaminathan, un juriste spécialisé dans le droit criminel à la Haute cour de Madras. Sa mère est A.V. Ammukutty, plus connue sous le nom d'Ammu Swaminathan, une travailleuse sociale et une militante des droits de l'homme.
Elle étudie la médecine pour se mettre au service des pauvres, et plus particulièrement des femmes. Elle reçoit ainsi le diplôme MBBS du collège médical de Madras, en 1938. Un an plus tard, elle est diplômée de gynécologie et d'obstétrique.
En 1940, elle part pour Singapour où elle établit une clinique pour les pauvres, dont la plupart sont des immigrés indiens cherchant du travail. Elle devient l'une des gynécologues les plus réputées de la ville : elle est non seulement un médecin très doué, mais aussi une personnalité politique, qui joue un rôle dans la India Independence League.

### Combat pour la liberté

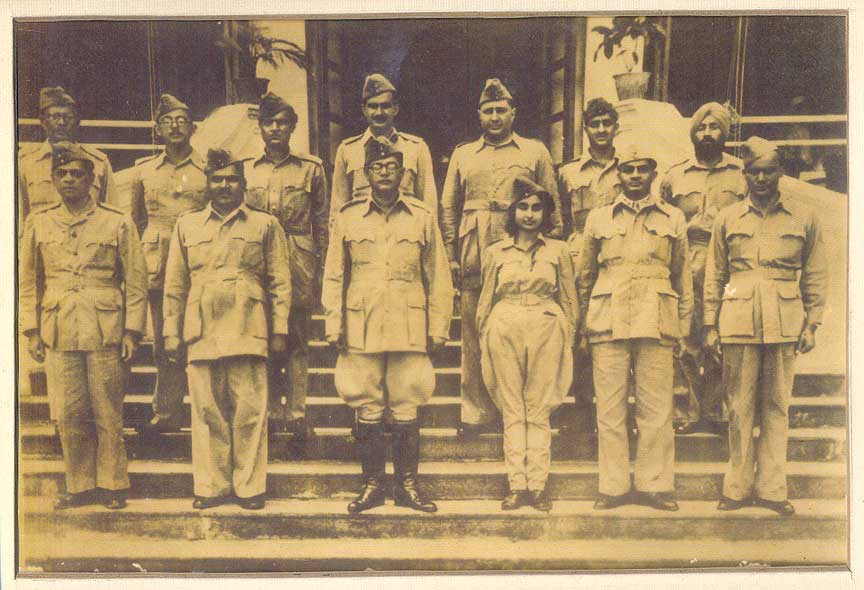

En 1942, pendant l'occupation japonaise de Singapour, elle travaille au service des prisonniers de guerre blessés lors de l'expédition. Elle se met alors en contact avec beaucoup de prisonniers indiens, prônant notamment l'indépendance du pays.
Subhash Chandra Bose (« Netaji ») arrive à Singapour le 2 juillet 1943 et prononce maints discours, notamment sur sa volonté de créer un régiment militaire constitué de femmes, le Rani of Jhansi Regiment, qui doit « combattre pour l'indépendance de l'Inde ».
Lakshmi Sahgal rejoint rapidement le nouveau régiment, et est promue colonel. L'unité a le rang de brigade et est la première unité féminine de la sorte sur le continent asiatique. L'armée combat aux côtés des forces de l'Axe (Subhash Chandra Bose avait conclu une alliance avec l'Allemagne nazie et le Japon) contre les Britanniques.
Elle joue un rôle actif sur le front, militairement et médicalement. Elle devient en 1943 ministre des Affaires féminines dans le gouvernement provisoire de l'Inde libre, mené par Subhash Chandra Bose, en parallèle du commandement de son unité.
Elle est capturée par des unités de l'Inde britannique le 4 mars 1946 mais reçoit un accueil héroïque. Les Britanniques comprirent rapidement que la garder en détention serait contre-productif et elle est ainsi vite relâchée.
Elle se marie alors avec le colonel Prem Kumar Sahgal, et le couple s'établit à Kanpur. Elle continue de pratiquer la médecine et soigne les réfugiés arrivant en grand nombre à la suite de la partition de l'Inde et du Pakistan.

### Après la guerre: parti communiste et élection présidentielle de 2002

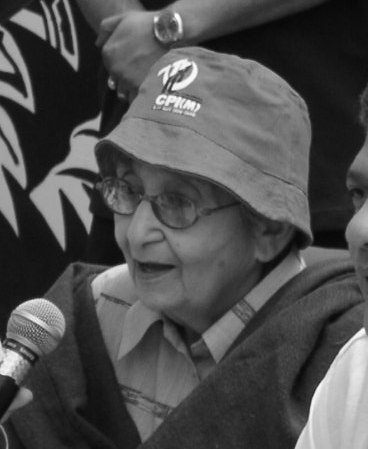
Lakshmi Sahgal en 2005.

En 1971, elle rejoint le Parti communiste d'Inde (marxiste). Pendant la guerre de libération du Bangladesh, elle organise et créé des camps et des équipes médicales à Calcutta, pour les réfugiés bengalis qui traversent alors l'Inde.
En 2002, elle est candidate du Front de Gauche (rassemblant les partis suivants : le Parti communiste d'Inde (marxiste), le Parti communiste d'Inde, le Revolutionary Socialist Party et le All India Forward Bloc) à l'occasion de l'élection présidentielle de 2002, elle est ainsi la première femme à se présenter à ce poste. Plus tard, elle devient la chef du All India Democratic Women's Association.
Elle meurt le 23 juillet 2012, à l'âge de 97 ans.

## Famille
Elle est l'épouse du colonel Prem Sahgal (25 mars 1917- 17 octobre 1992), un des officiers de l'Armée nationale indienne inculpés lors des procès du Fort Rouge à Delhi par les Britanniques pour avoir mené la guerre contre le Roi-Empereur. Ils se marient en mars 1947 à Lahore, en Inde britannique et s'installent ensuite à Kanpur. Ils ont deux enfants, Subhashini Ali et sa sœur cadette Anisa Puri. Leur fille, Subhashini Ali est un membre important du Parti communiste d'Inde (marxiste) et présidente de l'All India Democratic Women's Association.

## Distinction
En 1998, elle reçoit le prix Padma Vibhushan des mains du président indien Kocheril Raman Narayanan.